# Liste der denkmalgeschützten Objekte in Steuerberg
Die Liste der denkmalgeschützten Objekte in Steuerberg enthält die 10 denkmalgeschützten, unbeweglichen Objekte der Gemeinde Steuerberg.

## Denkmäler
| Foto |                 | Denkmal                                                                                         | Standort                                     | Beschreibung | Metadaten |
| ---- | --------------- | ----------------------------------------------------------------------------------------------- | -------------------------------------------- | --- | --- |
| ja   | Datei hochladen | Mauerspeicher HERIS-ID: 36035 Objekt-ID: 34887                                                  | bei Hart 2 Standort KG: Altsteuerberg        | Der dreigeschoßige Mauerspeicher mit Sgraffitodekor von 1586 ist ein besonders prägnantes Dokument eines herrschaftlichen Schüttkastens des 16. Jahrhunderts. | BDA-Hist.: Q37968575 Status: Bescheid Stand der BDA-Liste: 2025-06-30 Name: Mauerspeicher GstNr.: .10/2 Mauerspeicher Hart, Steuerberg                                                  |
| ja   | Datei hochladen | Peststock HERIS-ID: 54950 Objekt-ID: 63398                                                      | Steuerberg Standort KG: Altsteuerberg        | Der sogenannte Peststock im Ortskern von Steuerberg entstand nach 1500. | BDA-Hist.: Q38063014 Status: § 2a Stand der BDA-Liste: 2025-06-30 Name: Peststock GstNr.: 564                                                                                           |
| ja   | Datei hochladen | Kath. Pfarrkirche hll. Petrus und Paulus und Friedhof HERIS-ID: 54951 Objekt-ID: 63400          | Steuerberg 1a Standort KG: Altsteuerberg     | Eine romanische, um 1300 errichtete Chorturmkirche wurde Ende des 15. Jahrhunderts zu einer steinplattlgedeckten gotischen Wandpfeilerkirche mit breitem kreuzrippengewölbtem Chor umgebaut. Der große Hochaltar ist eine bemerkenswerte Rokokoarbeit; am linken Seitenaltar ist eine spätgotische Schreinmadonna. | BDA-Hist.: Q2083241 Status: § 2a Stand der BDA-Liste: 2025-06-30 Name: Kath. Pfarrkirche hll. Petrus und Paulus und Friedhof GstNr.: .57 Pfarrkirche Hll. Petrus und Paulus, Steuerberg |
| ja   | Datei hochladen | Totenleuchte, Lichtsäule HERIS-ID: 81122 Objekt-ID: 94883                                       | bei Steuerberg 1a Standort KG: Altsteuerberg | Der um 1490 errichteten spätgotischen Lichtsäule wurde später ein Pyramidendach aufgesetzt. | BDA-Hist.: Q38175122 Status: § 2a Stand der BDA-Liste: 2025-06-30 Name: Totenleuchte, Lichtsäule GstNr.: .57 Lichtsäule Steuerberg                                                      |
| ja   | Datei hochladen | Pfarrhof HERIS-ID: 81123 Objekt-ID: 94884                                                       | Steuerberg 5, 9 Standort KG: Altsteuerberg   | Anmerkung: Der Pfarrhof hat Hausnummer 9. | BDA-Hist.: Q38175129 Status: § 2a Stand der BDA-Liste: 2025-06-30 Name: Pfarrhof GstNr.: .59 Pfarrhof Steuerberg                                                                        |
| ja   | Datei hochladen | Kath. Filialkirche hl. Johannes und Kirchhof, Hanserkirche HERIS-ID: 55036 Objekt-ID: 63514     | Unterhof 3a Standort KG: Neusteuerberg       | Frühgotischer Bau des 14. Jahrhunderts, im Kern romanisch, nach Zerstörung 1483 Chor mit darunter liegendem Beinhaus angefügt. Drei frühgotische Fenster an der Süd-Seite. Mit dachreiterartigem Turm mit Zwillingsfenstern und gefastem Pyramidendach. Die Eindeckung besteht einheitlich aus Schieferpfannen (Steinplattln). An diese Anlage offensichtlich im Zusammenhang mit den Zerstörungen Ende des 15. Jahrhunderts nach Osten spätgotischer Chor angefügt (Baunaht noch gut erkennbar). Ein unterhalb des Chores gelegenes Beinhaus mit gotischem Gewölbe, Zugang im Süden. Ebenfalls in spätgotischer Zeit, wenn auch vielleicht etwas später (Anfang 16. Jh.), der quadratische Raum (Sakristei?) gegenüber dem West-Eingang der Kirche erbaut, mit der Kirche durch einen Mauerzug (mit Portal) verbunden. Dieser Bauteil hat gefaste Tür- und Fensterlaibungen, sowie im Inneren ein Fächergewölbe mit Putzrippen. Teile alten schmiedeeisernen Beschlagwerks an der Westtür. Daneben ein gotisches Weihwasserbecken. | BDA-Hist.: Q38063431 Status: § 2a Stand der BDA-Liste: 2025-06-30 Name: Kath. Filialkirche hl. Johannes und Kirchhof, Hanserkirche GstNr.: 589 Filialkirche hl. Johannes, Unterhof      |
| ja   | Datei hochladen | Burgruine Steuerberg, Marbauerschloss HERIS-ID: 59997 Objekt-ID: 71744                          | Wabl Standort KG: Wabl                       | Die Burg war eine langgestreckte Anlage aus dem 12. Jahrhundert. Deutlich erkennbar sind die Reste zweier Kapellen aus dem 12. bzw. 14. Jahrhundert. | BDA-Hist.: Q1015533 Status: Bescheid Stand der BDA-Liste: 2025-06-30 Name: Burgruine Steuerberg, Marbauerschloss GstNr.: 270/2 Burgruine Steuerberg                                     |
| ja   | Datei hochladen | Kath. Pfarrkirche hl. Andreas und Friedhof ohne Erweiterung HERIS-ID: 81126 Objekt-ID: 94887    | Wachsenberg Standort KG: Wachsenberg         | Die steinplattlgedeckte Kirche ist ein einheitlich gotischer Bau des 15. Jahrhunderts unter Einbeziehung eines mächtigen älteren Westturms mit Scharten. Oberhalb des Triumphbogens ist eine Wandmalerei Jüngstes Gericht aus dem frühen 16. Jahrhundert. Die Einrichtung ist aus dem 18. Jahrhundert. | BDA-Hist.: Q1672011 Status: § 2a Stand der BDA-Liste: 2025-06-30 Name: Kath. Pfarrkirche hl. Andreas und Friedhof ohne Erweiterung GstNr.: 1035/4 Saint Andreas in Wachsenberg          |
| ja   | Datei hochladen | Wohnhaus, ehem. Mesnerhaus HERIS-ID: 44174 Objekt-ID: 44877                                     | Wachsenberg 23 Standort KG: Wachsenberg      | Das Mesnerhaus ist ein zweigeschoßiger Holzbau des 18. Jahrhunderts. Die Wände der Stuben sind in Blockbauweise, die der Kammern in Bundwerk ausgeführt. | BDA-Hist.: Q38007310 Status: Bescheid Stand der BDA-Liste: 2025-06-30 Name: Wohnhaus, ehem. Mesnerhaus GstNr.: 990/2 Mesnerhaus, Wachsenberg                                            |
| ja   | Datei hochladen | Kath. Filialkirche, Wallfahrtskirche hl. Ägidius/Kitzelkapelle HERIS-ID: 81127 Objekt-ID: 94888 | Wachsenberg Standort KG: Wachsenberg         | Wallfahrtskirche, nordöstlich von Wachsenberg auf einem 1091 m hohen Berggipfel einsam gelegen. Urkundlich 1457. Kleiner gotischer Bau, im 19. Jahrhundert etwas verändert, die Mauern aus Gneis, in gleichmäßiger Steinstruktur. Eingezogener Chor mit zweistufigen Strebepfeilern. Westlicher Dachreiter und Pyramidenspitz. Alle Dächer mit Holzbretteln gedeckt. Westlicher Eingang mit geradem Sturz. | BDA-Hist.: Q38175142 Status: § 2a Stand der BDA-Liste: 2025-06-30 Name: Kath. Filialkirche, Wallfahrtskirche hl. Ägidius/Kitzelkapelle GstNr.: .40                                      |